# Sutera (roślina)
Sutera – rodzaj roślin z rodziny trędownikowatych. W zależności od ujęcia obejmuje ok. 130 gatunków lub 49–79 gatunków, po wyłączeniu części z nich w osobny rodzaj Chaenostoma. Rośliny te występują w Afryce Południowej i tropikalnej. Rosną na piaszczystych wydmach, suchych zaroślach i na terenach skalistych. Nazwa rodzajowa upamiętnia szwajcarskiego botanika Johanna Rudolfa Sutera.

## Systematyka
Jeden z rodzajów z rodziny trędownikowatych Scrophulariaceae w jej wąskim ujęciu.
Wykaz gatunków
- Sutera accrescens Hiern
- Sutera acutiloba (Pilg.) Overk. ex Roessl.
- Sutera adpressa Dinter
- Sutera albiflora Verd.
- Sutera altoplana Hiern
- Sutera amplexicaulis Hiern
- Sutera annua Hiern
- Sutera antirrhinoides Hiern
- Sutera argentea Hiern
- Sutera asbestina Hiern
- Sutera aspalathoides Hiern
- Sutera atrocaerulea Fourc.
- Sutera atropurpurea Hiern
- Sutera aurantiaca Hiern
- Sutera batlapina Hiern
- Sutera bracteolata Hiern
- Sutera breviflora N.E. Br.
- Sutera burchellii Hiern
- Sutera burkeana Hiern
- Sutera caerulea Hiern
- Sutera canescens Hiern
- Sutera carvalhoi (Engl.) Skan
- Sutera cephalotes Kuntze
- Sutera concinna Hiern
- Sutera cooperi Hiern
- Sutera corymbosa Hiern
- Sutera crassicaulis Hiern
- Sutera cymulosa Hiern
- Sutera densifolia Hiern
- Sutera dentatisepala Overk.
- Sutera divaricata Hiern
- Sutera elegantissima Skan
- Sutera esculenta Bond
- Sutera filicaulis Hiern
- Sutera flexuosa Hiern
- Sutera foetida (Andrews) Roth
- Sutera foliolosa Hiern
- Sutera fraterna Hiern
- Sutera fruticosa Hiern
- Sutera gracilis (Diels) Hiern
- Sutera grandiflora Hiern
- Sutera griquensis Hiern
- Sutera henrici Hiern
- Sutera hereroensis Skan
- Sutera incisa Hiern
- Sutera integerrima Hiern
- Sutera jurassica Hilliard & B.L. Burtt
- Sutera kraussiana Hiern
- Sutera latifolia Hiern
- Sutera lychnidea Hiern
- Sutera lyperioides Engl. Ex Range
- Sutera macrantha Codd
- Sutera maritima Hiern
- Sutera merxmuelleri Roessler
- Sutera micrantha (Klotzsch) Hiern
- Sutera microphylla Hiern
- Sutera mollis Hiern
- Sutera montana S. Moore
- Sutera ochracea Hiern
- Sutera pallida Overk. Ex Roessl.
- Sutera pedunculata Hiern
- Sutera pedunculosa Kuntze
- Sutera phlogiflora Hiern
- Sutera pinnatifida Kuntze
- Sutera pristisepala Hiern
- Sutera ramosissima Hiern
- Sutera rhombifolia Schinz
- Sutera sessilifolia Hiern
- Sutera squarrosa Hiern ex Range
- Sutera stenopetala Hiern
- Sutera tenella Hiern
- Sutera tenuiflora Hiern
- Sutera tenuifolia Fourc.
- Sutera tenuis Pilg.
- Sutera tomentosa Hiern
- Sutera tortuosa Hiern
- Sutera tristis Hiern
- Sutera tysonii Hiern
- Sutera virgulosa Hiern